# Championnats du monde de lutte 1955
Les  Championnats du monde de lutte 1955 se sont tenus du 21 au 25 avril 1955 à Karlsruhe en Allemagne de l'Ouest. Seules les épreuves masculines de lutte gréco-romaine sont disputées.

## Médaillés

### Lutte gréco-romaine- Hommes
| Catégorie                 | Or                         | Argent                 | Bronze                  |
| ------------------------- | -------------------------- | ---------------------- | ----------------------- |
| Poids mouches 52 kg       | Ignazio Fabra (ITA)        | Nail Garayev (URS)     | Hüseyin Akbaş (TUR)     |
| Poids coqs 57 kg          | Vladimir Stashkevich (URS) | Yaşar Yılmaz (TUR)     | Pietro Lombardi (ITA)   |
| Poids plumes 62 kg        | Imre Polyák (HUN)          | Müzahir Sille (TUR)    | Gunnar Håkansson (SWE)  |
| Poids légers 67 kg        | Grigory Gamarnik (URS)     | Kyösti Lehtonen (FIN)  | Gustav Freij (SWE)      |
| Poids welters 73 kg       | Vladimir Maneyev (URS)     | Anton Mackowiak (FRG)  | Milorad Arsić (YUG)     |
| Poids moyens 79 kg        | Givi Kartozia (URS)        | György Gurics (HUN)    | Horst Heß (FRG)         |
| Poids lourds légers 87 kg | Valentin Nikolayev (URS)   | Veikko Lahti (FIN)     | Karl-Erik Nilsson (SWE) |
| Poids lourds +87 kg       | Aleksandr Masur (URS)      | Bertil Antonsson (SWE) | Hamit Kaplan (TUR)      |

## Tableau des médailles
| Rang  | Nation               | Or | Argent | Bronze | Total |
| ----- | -------------------- | -- | ------ | ------ | ----- |
| 1     | URS                  | 6  | 1      | 0      | 7     |
| 2     | HUN                  | 1  | 1      | 0      | 2     |
| 3     | Italie               | 1  | 0      | 1      | 2     |
| 4     | Turquie              | 0  | 2      | 2      | 4     |
| 5     | Finlande             | 0  | 2      | 0      | 2     |
| 6     | Suède                | 0  | 1      | 3      | 4     |
| 7     | Allemagne de l'Ouest | 0  | 1      | 1      | 2     |
| 8     | Yougoslavie          | 0  | 0      | 1      | 1     |
| Total | Total                | 8  | 8      | 8      | 24    |